# 938
Évszázadok: 9. század – 10. század – 11. század
Évtizedek: 880-as évek – 890-es évek – 900-as évek – 910-es évek – 920-as évek – 930-as évek – 940-es évek – 950-es évek – 960-as évek – 970-es évek – 980-as évek
Évek: 933 – 934 – 935 – 936 –  937 – 938 – 939 – 940 – 941 – 942 – 943

## Események

### Európa
- Ottó német király legyőzi a lázadó Eberhard bajor herceget, akit megfoszt címeitől és az ő nagybátyját, Berthold karintiai grófot nevezi ki herceggé, aki átengedi az invesztitúra jogát a királynak.
- Ottó megostromolja és elfoglalja Eresburg várát, ahol az ellene lázadó féltestvére, Thankmar keresett menedéket; a templomban védelmet kereső Thankmart egy katona megöli. A szintén lázadó Eberhard frank herceg kiegyezik a királlyal.
- Ottó barátsági szerződést köt IV. Lajos nyugati frank királlyal.
- A bajor és frank lázadók a magyaroktól kérnek segítséget, akik sereggel betörnek Szászországba. Fosztogató csapataik közül Stederburgnál és Drömlingél kettőt is szétvernek a helyi urak és egy magyar "herceget" is elfognak, akit csak nagy váltságdíj fejében engednek szabadon. Ez volt az utolsó magyar kalandozás Szászországba.
- Az Angliából visszatérő és a vikingeket kiűző II. Alaint Bretagne hercegének választják.

### Abbászida Kalifátus
- A kalifátusban a központi hatalom tovább gyengül. Az "emírek emírje", Muhammad ibn Raik fegyveres konfliktusba keveredik Badzskar török hadvezérrel és eközben lemészárolják a kalifa testőrségét (az utolsó egységet, amely még lojális volt az Abbászidákhoz) és betemetik a Nahravan főcsatornát, elárasztva Bagdad környékét és évszázadokra tönkretéve a mezőgazdasági termelést a csatorna mentén.

### Kelet-Ázsia
- Ngô Quyền észak-vietnami hadúr legyőzi a kínai Déli Han-dinasztia seregét és a következő évben megalapítja a Ngô-dinasztia királyságát. Ezzel a Vietnam fölötti "ezeréves kínai uralom" véget ér.
- Si Csing-tang, a Kései Csin-dinasztia császára békét köt a kitan Liao-dinasztiával és átenged nekik tizenhat prefektúrát, köztük a mai Peking területét.

## Születések
- Almanzor, córdobai hadvezér és kancellár
- II. Rómanosz, bizánci császár
- II. Sancho, pamplonai király

## Halálozások
- Isze, japán költőnő
- Thankmar, Madarász Henrik fia

## Fordítás
- Ez a szócikk részben vagy egészben  a(z)   938 című angol Wikipédia-szócikk ezen változatának fordításán alapul.  Az eredeti cikk szerkesztőit annak laptörténete sorolja fel. Ez a jelzés csupán a megfogalmazás eredetét és a szerzői jogokat jelzi, nem szolgál a cikkben szereplő információk forrásmegjelöléseként.